# Национальное движение за права и свободы
Национальное движение за права и свободы (НДПС) (болг. Национално движение за права и свободи, НДПС) — политическая партия в Болгарии, создана 12 декабря 1988 года. Председатель партии — Гюнер Тахир. Партия зарегистрировалась официально в 1999 году. Принимала активное участие в выборах 2005 года